# Margareta Niculescu
Margareta Niculescu (Iași, 4 januari 1926 - Charleville-Mézières, 19 augustus 2018) was een Roemeens speler, regisseur en criticus van poppentheater. Ze wordt gezien als de stichter van het moderne poppentheater in Roemenië.

## Levensloop
Niculescu studeerde vanaf 1949 aan de theateracademie in Boekarest en studeerde daar in 1953 af als theaterregisseur.
In 1949 volgde ze Nicolae Massim op als directeur en regisseur van het marionetten- en poppentheater Ţăndărică. In dit poppentheater voerde ze een groot aantal stukken op, waaronder Humor op touwen en de hand met vijf vingers van Krişan & Andi, Het boek van Apollodor van Naum en Ileana Sînziana dat gebaseerd is op een volksverhaal. Hier bleef ze aan tot 1985.
Haar werk droeg voor een belangrijk deel bij aan de ontwikkeling van het Roemeens poppentheater. Ze publiceerde theaterkritische stukken in tijdschriften en gaf les aan acteurs, toneelschrijvers en regisseurs.
Van 1985 tot 1999 was ze voorzitter van het Instiute internationale des marionnettes. In 1987 richtte ze de École nationale supérieure des arts de la marionnette (ESNAM) op. Van deze Franse hogeschool bleef ze directeur tot 1999.
Sinds 1956 was ze actief betrokken bij de Union Internationale de la Marionnette (UNIMA). Tijdens het internationale congres in Maagdenburg van juni/juli 2000 werd ze tot 2004 gekozen tot voorzitter. Sinds het congres van dat jaar in Rijeka (Kroatië) is ze erevoorzitter van deze organisatie.

## Erkenning
Niculescu won prijzen tijdens internationale poppentheaterfestivals in 1958, 1962 en 1965. In 1953 en 1962 werd ze onderscheiden met nationale prijzen van de Socialistische Republiek Roemenië.
In 1978 was ze een van de vier winnaars van de Erasmusprijs, samen met andere internationale poppenspelers: de Napoli-broers (La Marionettistica), Yves Joly (Tragédie de Papier) en Peter Schumann (Bread and Puppet). Niculescu trad dit jaar net als de andere drie prijswinnaars op tijdens het Holland Festival.
Verder ontving ze een groot aantal onderscheidingen uit de wereld van het poppentheater, waaronder in 2010 nog de Spaanse Premio Gorgorito.